# Pero morrisonaria
Pero morrisonaria là một loài bướm đêm trong họ Geometridae.